# Eskapismus
Eskapismus, auch Realitätsflucht, Wirklichkeitsflucht oder Weltflucht, bezeichnet die Flucht aus oder vor der realen Welt und das Meiden derselben mit ihren Anforderungen zugunsten einer Scheinwirklichkeit, d. h. imaginären oder möglichen besseren Wirklichkeit. Der Begriff wird in der Psychologie sowie der Bildungssprache meist negativ verwendet. Eskapismus wird als eine Fluchthaltung oder Ausbruchshaltung, als bewusste oder unbewusste Verweigerung gesellschaftlicher Zielsetzungen und Handlungsvorstellungen verstanden.

## Begriffsherkunft
Der Begriff Eskapismus entwickelte sich im Deutschen aus dem Wort Eskapade – das zunächst in der Reitkunst für einen falschen Sprung eines temperamentvollen Pferdes stand, später unter anderem übertragen für einen „Seitensprung“, einen Streich oder ein Abenteuer – seit Mitte des 20. Jahrhunderts gleichbedeutend mit dem englischen escapism zunächst als Terminus der Psychologie, später der Bildungssprache für einen Hang zur Flucht aus der Wirklichkeit, Zerstreuungs- und Vergnügungssucht sowie eine neurotische Abwehr von unerfreulichen Aspekten und Anforderungen der Realität. Es entstammt dem Lehnwort echappieren, französisch échapper, zu einem vulgärlateinischen Verb mit der Bedeutung „sich davonmachen“, eigentlich: „die Ordensmütze wegwerfen“ (spätlateinisch cappa), und wurde wie das englische escapism, zu to escape = entfliehen, über das Alt(-nord)französische etabliert.

## Eskapismus-These in der Medienpsychologie
In der Medienpsychologie gilt Eskapismus als wichtiges Motiv der Mediennutzung. Nach der „Eskapismus-These“ werden Medien sowohl zur Befriedigung affektiver Bedürfnisse (Eskapismus) als auch zur Befriedigung kognitiver Bedürfnisse (Wissenserweiterung) herangezogen. In diesem Ansatz wird der Medienkonsument nicht mehr als Rezipient und reiner Reizempfänger nach dem Stimulus-Response-Modell untersucht, sondern seine Motivation. In der Medienforschung wird Eskapismus dem Uses-and-Gratifications-Ansatz zugeordnet, das heißt, Medienangebote werden als Mittel der Alltagsflucht selektiert. Nach diesem „Escape-Konzept“ von Katz und Foulkes werden so die durch alltäglich erlebte gesellschaftliche Rollenausübung erzeugten Spannungen abgebaut. Motive sind das Vergessen und Entfliehen vor eigenen Problemen sowie passive Entspannung, das Erzeugen von Emotionen und die Ablenkung von Regeln und Normen der Realität, aber auch die Sehnsucht nach einer Welt mit klaren Regeln und Normen. Nicht nur die Flucht in eine andere Welt, sondern auch die Flucht in ein anderes Ich und die Identifikation mit medialen Figuren, die ihre Aufgaben mit ihrer eigenen Stärke lösen, spielen eine Rolle. 
Nach Katz und Foulkes vermitteln die Medien zwischen den Bedürfnissen des Individuums und den Anforderungen der Gesellschaft. Sie können jedoch als Mittel der Bedürfnisbefriedigung oder einer angemessenen Problemlösung in Konkurrenz zueinander treten, so etwa wenn sie konkrete Lebenshilfe leisten. Entsprechend unterschiedlich fällt die Befriedigung durch den Medienkonsum aus. 
Ergebnisse des medialen Eskapismus sind eine Identifikation mit vorgeführten Lebensweisen, Projektion eigenen Versagens auf fremde Handlungsträger und Kompensation für offene oder unerfüllte Wünsche. Nach Katz und Foulkes sind häufige Ursachen für Spannungen, die Menschen in modernen Gesellschaften durch die Ausübung ihrer Rollen im Alltag aufbauen, Deprivation, Einsamkeit und Entfremdung. Mit dem Wunsch, diese Spannungen abzubauen, verwenden Menschen Medienangebote, die als Kompensation dienen.

## Kritik
Kritisiert wird, dass sich der Rezipient der Bedeutung und der Hierarchie seiner Bedürfnisse selten voll bewusst ist und sie daher nicht gezielt selektiert. Neben seinen manifesten Bedürfnissen gibt es latente Bedürfnisse, die die Medienauswahl unbewusst steuern. So wurde gezeigt, dass für die Rezeption von Soap Operas vor allem unbewusste Motive eine Rolle spielen: Je unzufriedener die Rezipienten mit ihrem Leben, desto höher ist die Involviertheit in die Soap Operas. Auch wird die Qualität der Bedürfnisbefriedigung durch die Medien nicht untersucht. So fehlt der Eskapismus-These letztlich noch eine weitergehende psychologische Fundierung. Sie gehört dennoch zum festen Bestand der Bedürfnis- oder Motivforschung in der Medienwissenschaft.

## Eskapismusvorwurf in der Kunst
Gelegentlich wurde der Kunst im Allgemeinen sowie der Dichtung im Besonderen vorgeworfen, Mittel zur Realitätsflucht zu sein. Oft wurde hierfür das Bild des Elfenbeinturms gebraucht, in dem der Dichter sich vor der wirklichen Welt verschanze und zurückziehe. Insbesondere auf die Kunst der Romantik oder die Dichtung Friedrich Hölderlins wurde dieser Begriff angewandt. Peter Handke ist diesem Vorwurf in seinem Band Ich bin ein Bewohner des Elfenbeinturmes (1972) begegnet. Dort betont er den utopischen Charakter der Kunst, der gerade durch seine Distanz zur Wirklichkeit ihre Veränderung ermögliche.
Der Schriftsteller J. R. R. Tolkien hielt 1939 einen vielbeachteten Vortrag On Fairy-Stories (Über Märchen), in dem er die Grundsätze des später entstehenden Fantasy-Genres beschrieb und die Verurteilung des Eskapismus kritisierte:

“Why should a man be scorned if, finding himself in prison, he tries to get out and go home? Or if, when he cannot do so, he thinks and talks about other topics than jailers and prison-walls?”

„Wieso sollte jemand verachtet werden, der sich im Gefängnis befindet und versucht, herauszukommen und heimzugehen? Oder, sofern das nicht geht: wenn er über andere Themen nachdenkt und spricht als über Wärter und Kerkermauern?“

In diesem Zitat drückt Tolkien seine Unzufriedenheit mit der modernen Welt aus, die er als „Gefängnis“ bezeichnet. Zudem weist er auf die Möglichkeit der Alltagsbewältigung hin. Tolkien unterscheidet in seinem Vortrag des Weiteren zwischen zwei unterschiedlichen Formen von Fluchten, die er unterschiedlich bewertet: zum einen die Flucht des Deserteurs, den er als Feigling bezeichnet, zum anderen die Flucht des Gefangenen, dem man seinen Willen zur Flucht nicht übelnehmen könne, den er als eine Form des politischen Widerstandes wertet. Die Literatur sieht er – wie bereits Sigmund Freud in seinem Aufsatz Der Dichter und das Phantasieren (1907) – als eine Möglichkeit der phantasiemäßigen Erfüllung von Wünschen und Sehnsüchten, die die „wirkliche“ Welt nicht leisten kann.

## Musikalischer Eskapismus

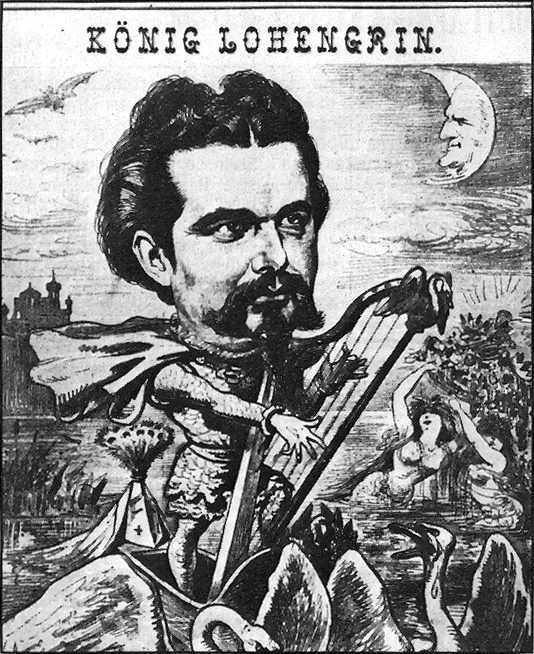
König Ludwig II. von Bayern als „König Lohengrin“ mit Harfe und Rheintöchtern, ein klassischer Fall romantisch-musikalischen Eskapismus, der sich aus der Politik in die Werke Richard Wagners flüchtete (Karikatur aus Der Floh, 1885)

Nach dem Philosophen und Musikästhetiker Andreas Dorschel wurde seit den 1790er Jahren die klassische Musik zu einem bevorzugten Medium des Eskapismus in Europa. Der dänische Literaturwissenschaftler Michael Karlsson Pedersen hat Dorschels Charakterisierung der ideengeschichtlichen Anfänge des musikalischen Eskapismus folgendermaßen resümiert:

„[Die] auf die Frühromantik zurückgehende […] Tradition hebt an […] mit Wilhelm Heinrich Wackenroders Gestalt des Kapellmeisters Joseph Berglinger aus den Herzensergießungen eines kunstliebenden Klosterbruders (1797) und den Phantasien über die Kunst (1799), welcher eine Flucht aus der Welt durch die Musik unternimmt: ‚Wohl dem, der, wann der irdische Boden untreu unter seinen Füßen wankt, mit heitern Sinnen auf luftige Töne sich retten kann‘, ruft der weltflüchtige Musiker aus. Die Töne, meint er, machten ‚unabhängig von der Welt‘. Dieses Modell einer romantischen ‚Verflüchtigung der Realität‘ im Medium der Musik evoziert jedoch keinen eindeutigen Zustand der Euphorie, sondern hat, weil sie letztlich eine ‚Flucht ins Ich‘ ist, eher Vereinzelung zur Folge, es kommt zur Entzweiung zwischen Ich und Welt. Der in den schwebenden Tönen sich emporschwingende Luft-Flug des musikalischen Eskapisten stürzt in selbstkritischen Zweifel ab. Die romantische Flucht enthält auf diese Weise ihre eigene Kritik.“

Die Weiterungen dieses romantischen Paradigmas reichen, meist in entdifferenzierter Form, bis in die Popmusik des 20. und 21. Jahrhunderts. Eskapismus wird in diesem Zusammenhang oft mit Aufsässigkeit kontrastiert. Der amerikanische Musikwissenschaftler Robert Walser betont demgegenüber die zugrundeliegende Gemeinsamkeit: 

“[R]ebellion and escapism are always movements away from something, toward something else.”

„Rebellion und Eskapismus sind immer Bewegungen von etwas fort, auf etwas anderes hin.“